# Puzhal
Puzhal è una suddivisione dell'India, classificata come town panchayat, di 20.297 abitanti, situata nel distretto di Tiruvallur, nello stato federato del Tamil Nadu. In base al numero di abitanti la città rientra nella classe III (da 20.000 a 49.999 persone).

## Geografia fisica
La città è situata a 13° 10' 11 N e 80° 12' 26 E.

## Società

### Evoluzione demografica
Al censimento del 2001 la popolazione di Puzhal assommava a 20.297 persone, delle quali 9.999 maschi e 10.298 femmine. I bambini di età inferiore o uguale ai sei anni assommavano a 2.791, dei quali 1.571 maschi e 1.220 femmine. Infine, coloro che erano in grado di saper almeno leggere e scrivere erano 15.392, dei quali 8.401 maschi e 6.991 femmine.